# 金沢市民の歌
「金沢市民の歌」（かなざわしみんのうた）は、日本の石川県金沢市が制定した市民歌である。作詞・小松眞吾、作曲・今井松雄。

## 解説
金沢市では1923年（大正12年）に第1回金沢市祭（金沢百万石まつりの前身）が開催されたことを記念して「金沢市歌」（作詞・鴻巣盛広、作曲・金沢市唱歌研究会）が制定されていたが、戦後に1949年（昭和24年）の市制60周年および金沢市役所の新都市建設計画策定を記念して新たに市民歌の制定が企画され、北国毎日新聞と合同で歌詞の懸賞募集が行われた。
入選者の小松眞吾は復員直後で、後年に「戦地から帰るとき、汽車から見える日本は焼けた町、荒れた土地ばかりでした。しかし、金沢の町は戦火もうけず、ほっとしました。この町が好きだ、明るい町として発展させたい…こんな思いでつくりました」と回顧している。作曲は依頼により金沢大学教育学部教授の今井松雄（1899年 - 1976年）が担当し3月25日付で制定、4月3日に発表演奏会が行われた。制定時にタイヘイレコードが「市政60周年記念盤」として野町小学校児童合唱団による斉唱を吹き込んだSPレコード（規格品番：M2023）を製造したが、現在は1997年（平成9年）に収録されたしゅうさえこの女声カバーが主に使用される。
戦前から市町村歌を制定していた自治体では旧作の歌詞が軍国主義を賛美するなど不適切な内容であったとして戦後復興期に代替わりをさせた事例も少なくないが、金沢市では大正期から存在した「金沢市歌」と戦後に制定された「金沢市民の歌」の2曲が並立関係となっており、金沢市役所では「市歌」と「市民の歌」の両方を「これらの曲を知らない市民も多いのですが、少しでも聞き慣れてほしい」と言う意図から電話保留音に採用している。金沢市に関連する楽曲としては「市歌」「市民の歌」の他に、金沢市民憲章の制定1周年を記念して1980年（昭和55年）9月に発表された「金木犀の匂う道」（作詞：中田敏明、補作・作曲：小椋佳）がある。